# Liste de plantes toxiques

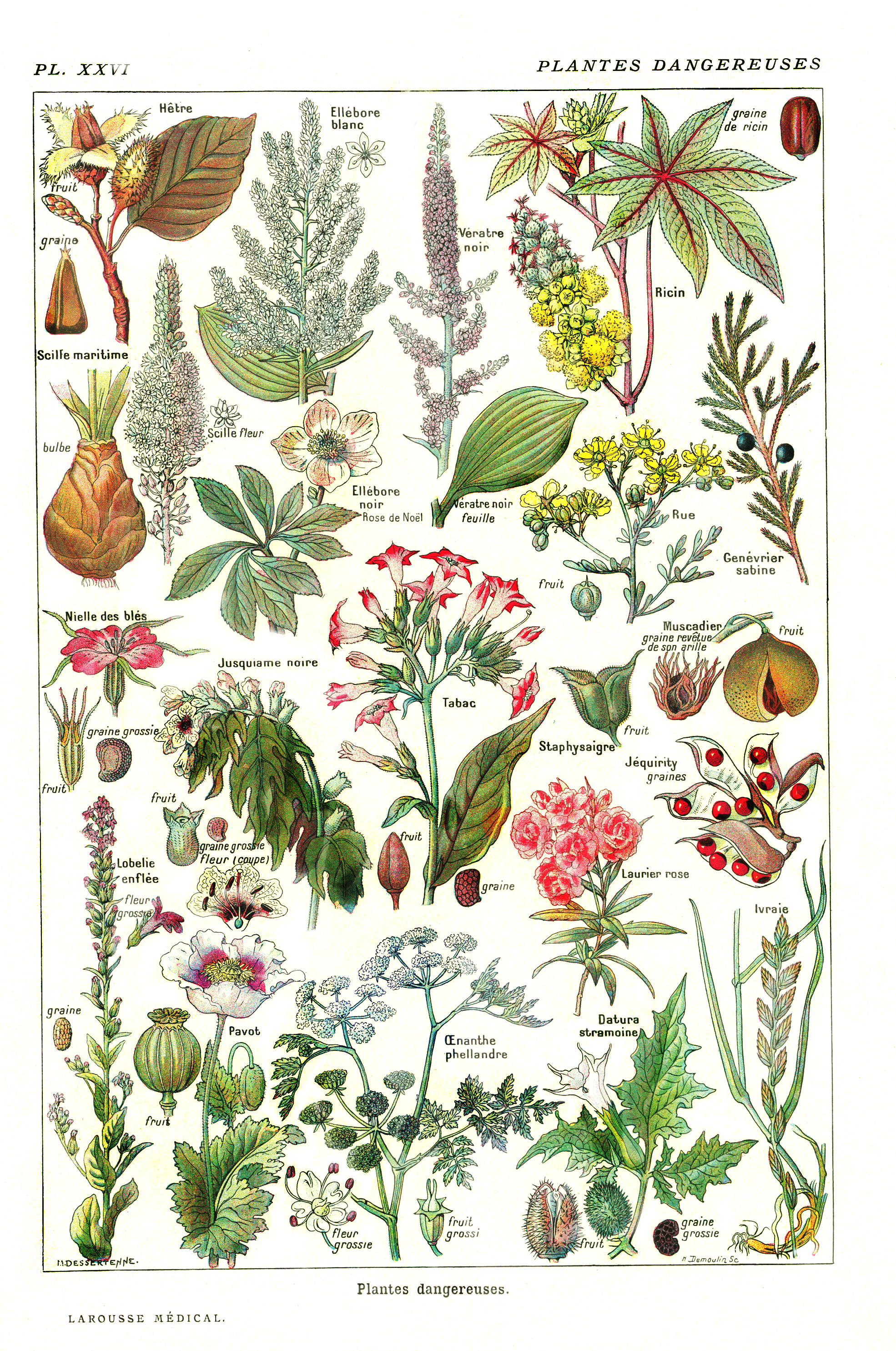
Différentes plantes toxiques communes en France.

Cette liste de plantes toxiques n'est pas exhaustive. Elle recense un certain nombre de plantes dangereuses pour l'Homme ou les animaux domestiques (animaux de compagnie ou animaux de rente).
La toxicité de ces plantes dépend de nombreux facteurs, intrinsèques comme le ou les organes végétaux incriminés, la variété ou le cultivar concerné (facteur génétique), le stade de croissance, ou extrinsèques, liés à la façon dont l'organisme animal ou humain est entré en contact avec la plante (ingestion, inhalation, contact), de son âge, de sa sensibilité propre et de son état général, de la dose à laquelle l'organisme a été exposé et de la dose ingérée ou absorbée, du mode de préparation culinaire ou médicinal (cuisson, lavage, séchage, etc.).
Certaines de ces espèces sont aussi utilisées comme des plantes médicinales dans certaines conditions, notamment de dose.
Bien que ces plantes soient souvent très dangereuses, le risque pour les êtres humains et les animaux est souvent limité en fonction de leur exposition réelle à ce danger. Ainsi, on note très peu d'intoxications mortelles par le colchique d'automne, car la population est généralement consciente de sa toxicité. Mais il existe des risques de confusion avec d'autres espèces, et les animaux, bien qu'ils refusent le plus souvent de brouter le colchique, peuvent être exposés en consommant du foin contaminé dont la toxicité a été sensiblement diminuée par la dessiccation.
Un arrêté du 4 septembre 2020 donne la liste des espèces végétales susceptibles de porter atteinte à la santé humaine et qui doivent faire l'objet  d'une information préalable à délivrer aux acquéreurs de ces végétaux. Elles sont réparties en 4 catégories : les espèces pouvant être toxiques en cas d'ingestion ; les espèces pouvant entraîner une allergie respiratoire par le pollen ; les espèces pouvant entraîner des réactions cutanéomuqueuses ; les espèces pouvant entraîner une réaction cutanée anormale en cas de contact avec la peau et d'exposition au soleil.

## Espèces de plantes toxiques
| Nom scientifique                     | Nom vernaculaire                                             | Famille          | Substances toxiques                                                                                 | Organes toxiques                                        | Principaux symptômes | Espèces sensibles                                                 | Nombre d'appels aux centres anti-poison |
| ------------------------------------ | ------------------------------------------------------------ | ---------------- | --------------------------------------------------------------------------------------------------- | ------------------------------------------------------- | --- | ----------------------------------------------------------------- | --------------------------------------- |
| Abrus precatorius                    | pois rouge, haricot paternoster, abrus à chapelet            | Fabaceae         | abrine                                                                                              | graines                                                 | gastro-entérite, diarrhée hémorragique, pancréatite, mydriase, hémorragie rétinienne, dépression respiratoire, convulsions, coma et mort | homme                                                             |                                         |
| Aconitum ferox                       | aconit féroce                                                | Ranunculaceae    | pseudaconitine (népaline) (alcaloïde cardiotoxique)                                                 | plante entière, racines                                 | paralysie musculaire et modification du rythme cardiaque, pouvant entraîner la mort | homme, mammifères                                                 |                                         |
| Aconitum napellus subsp. napellus    | aconit napel                                                 | Ranunculaceae    | aconitine, atisine, véatchine (alcaloïdes cardiotoxiques)                                           | plante entière, racines                                 | picotements et fourmillements des extrémités, paresthésie, nausées et vomissements, difficultés respiratoires, tachyarythmie ventriculaire, fibrillation ventriculaire entraînant la mort | homme, mammifères                                                 |                                         |
| Aconitum lycoctonum                  | aconit tue-loup                                              | Ranunculaceae    | | plante entière, racines                                 | | homme, mammifères                                                 |                                         |
| Actaea spicata                       | actée en épi                                                 | Ranunculaceae    | hétérosides (proche de l'aconit)                                                                    | baies, plante entière                                   | vomissements, diarrhées, tachycardie, céphalées, hypotension, vertiges, mort par défaillance cardio-vasculaire | enfants                                                           |                                         |
| Adonis vernalis                      | adonis de printemps                                          | Ranunculaceae    | C-glucosides de flavones, glycosides cardiotoniques, adonitoxine et la convallatoxine               | racine, tiges, graines                                  | vomissements, diarrhées, paralysie respiratoire, troubles cardiaques | homme                                                             |                                         |
| Aesculus hippocastanum               | marronnier d'Inde                                            | Hippocastanaceae | saponoside                                                                                          | écorce                                                  | faiblement toxique, nausées, hypotension, œdèmes |                                                                   | 142                                     |
| Aethusa cynapium                     | petite ciguë                                                 | Apiaceae         | conine                                                                                              | plante entière                                          | risque de paralysie respiratoire | homme                                                             |                                         |
| Ageratina altissima                  | eupatoire rugueuse                                           | Asteraceae       | benzodihydrofuraniques, trémétone, dihydroxytrémétone                                               | plante entière                                          | dépression, inertie, corps arqué, pieds arrière rapprochés, salivation excessive, écoulement nasal, nausée, respiration rapide et difficile, congestion pulmonaire, constipation, décubitus, démarche raide, dilatation des pupilles prostration, respiration laborieuse et superficielle, transpiration, tremblements, mort | homme                                                             |                                         |
| Agrostemma githago                   | nielle des blés                                              | Caryophyllaceae  | saponoside triterpénique, agrosthémine                                                              | graines (farines contaminées)                           | githagisme, paraplégie, | bétail, volailles, homme                                          |                                         |
| Alocasia amazonica                   | alocazia                                                     | Araceae          | Acide oxalique                                                                                      | feuilles                                                | irritation par contact | chiens, chats                                                     | 122                                     |
| Ambrosia artemisiifolia              | ambroisie à feuilles d'armoise                               | Asteraceae       | coronopiline                                                                                        | pollen                                                  | allergie pollinose, rhinite, larmoiements, conjonctivite, asthme, eczéma, urticaire | homme                                                             |                                         |
| Andromeda polifolia                  | andromède                                                    | Ericaceae        | acétylandromédol                                                                                    | espèce rare, plante entière                             | nausées, vomissements, peu toxique |                                                                   |                                         |
| Anemone nemorosa                     | anémone sylvie                                               | Ranunculaceae    | anémonine                                                                                           | suc de la plante fraîche                                | fortement irritante, moyennement toxique, tremblements | animaux                                                           |                                         |
| Anemone pulsatilla                   | anémone pulsatille ou coquerelle                             | Ranunculaceae    | anémonine                                                                                           | suc de la plante fraîche                                | fortement irritante, moyennement toxique, mictions douloureuses, convulsions | homme, animaux                                                    |                                         |
| Anthurium                            | anthurium                                                    | Araceae          | oxalate de calcium, acide oxalique                                                                  | feuilles, bulbe                                         | vomissements | chats, chiens                                                     | 487                                     |
| Aristolochia clematitis              | aristoloche clématite                                        | Aristolochiaceae | acides aristolochiques, aristolactames                                                              | racines, graines                                        | lésions rénales, vomissements, diarrhées, paralysie cardio-respiratoire | homme                                                             |                                         |
| Arnica montana                       | arnica des montagnes                                         | Asteraceae       | lactones sesquiterpéniques, hélénaline                                                              | contact excessif avec la plante                         | ampoules, hématomes, raideurs des muscles, photosensibilation, irritation des muqueuses de l'estomac, de l'intestin et des reins, mais nombreuses utilisation en médecine humaine et vétérinaire |                                                                   |                                         |
| Arum italicum                        | arum d'Italie                                                | Araceae          | | feuilles et baies                                       | brûlure de la langue et de la gorge, vomissements, mydriase, troubles cardiaque, convulsions | animaux, enfants, homme                                           | 789                                     |
| Arum maculatum                       | gouet tacheté                                                | Araceae          | aroïne, arodine, aronine, triglochinine (hétéroside cyanogène), aiguilles d'oxalate de calcium,     | plante entière, baies                                   | douleurs stomacales, brûlure de la langue et de la gorge, diarrhée, crampes, convulsions | homme (enfants), bovins                                           | 659                                     |
| Asparagus officinalis                | asperge                                                      | Asparagaceae     | saponine                                                                                            | baies                                                   | hémolyse |                                                                   |                                         |
| Atropa belladonna                    | belladone                                                    | Solanaceae       | nombreux alcaloïdes toxiques, hyoscyamine, atropine, scopolamine,                                   | fruits, racines, feuilles                               | tachycardie, mydriase, hallucinations, risque de mort par paralysie cardio-respiratoire | homme, mammifères                                                 |                                         |
| Aucuba japonica                      | aucuba du Japon                                              | Cornaceae        | verbénaline                                                                                         | feuilles                                                | troubles digestifs, faible toxicité |                                                                   |                                         |
| Azadirachta indica                   | margousier, neem des Indes                                   | Meliaceae        | azadirachtine (triterpénoïde limonoïde)                                                             | plante entière, feuilles, graines                       | nausées, douleurs abdominales, insuffisance hépatique, arythmie, convulsions, coma (dangereux en cas d'ingestion) | homme, vertébrés, invertébrés                                     | utilisé comme insecticide               |
| Berberis                             | berberis                                                     | Berberidaceae    | berbérine                                                                                           | fruits avant maturité                                   | vomissements, diarrhées |                                                                   |                                         |
| Bowiea volubilis                     | bowie volubile                                               | Asparagaceae     | bufadiénolides (bovisides)                                                                          | bulbe, tige, fleurs                                     | purgatif violent, troubles du système cardiovasculaire, arrêt cardiaque | homme                                                             |                                         |
| Brugmansia                           | Brugmansia (proche du Datura)                                | Solanaceae       | scopolamine, hyoscyamine, atropine,                                                                 | sève                                                    | tachycardie, mydriase, hallucinations, convulsions, coma, mort | homme                                                             |                                         |
| Brunfelsia grandiflora               | brunfelsie                                                   | Solanaceae       | alcaloïdes non identifiés                                                                           |                                                         | hallucinations |                                                                   |                                         |
| Brunfelsia pauciflora                | brunfelsie                                                   | Solanaceae       | alcaloïdes tropaniques non confirmée, pyrrole-3-carboxamidine                                       | écorce, racine                                          | diurèse, tremblements, troubles cardiaques, peut être mortelle |                                                                   |                                         |
| Bryonia alba                         | bryone blanche                                               | Cucurbitaceae    | cucurbitacine, brydiofine                                                                           | racines, baies                                          | diarrhées, vertiges, convulsions, troubles cardiaques, peut être mortelle | homme                                                             |                                         |
| Bryonia dioica                       | bryone dioïque                                               | Cucurbitaceae    | cucurbitacine, brydiofine                                                                           | racines, baies                                          | diarrhées, vertiges, convulsions, troubles cardiaques, peut être mortelle | homme                                                             |                                         |
| Buxus sempervirens                   | buis commun                                                  | Buxaceae         | buxénine, cyclobuxine, buxamine                                                                     | feuilles, écorce                                        | vomissements, diarrhées, troubles neurologiques |                                                                   |                                         |
| Caladium                             | caladium                                                     | Araceae          | oxalate de calcium                                                                                  | plante entière                                          | irritations, vomissements | chats, oiseaux                                                    |                                         |
| Calla palustris                      | calla des marais                                             | Araceae          | raphide d'oxalate de calcium                                                                        | plante entière, fruit                                   | |                                                                   |                                         |
| Calotropis procera                   | pommier de Sodome                                            | Apocynaceae      | |                                                         | |                                                                   |                                         |
| Cannabis indica et sativa            | chanvre indien                                               | Cannabaceae      | tétrahydrocannabinol (THC)                                                                          | plante entière                                          | vomissements, tachycardie, mydriase, hallucinations |                                                                   |                                         |
| Carapichea ipecacuanha               | Ipécacuanha, Ipéca                                           | Rubiaceae        | émétine                                                                                             | racines                                                 | vomissements, troubles neurologiques, fibrillation ventriculaire |                                                                   |                                         |
| Carlina gummifera                    | chardon à glu                                                | Asteraceae       | hétérosides hépatotoxiques, atractyloside                                                           | racine                                                  | troubles hépatiques, cardiaques et nerveux | homme                                                             |                                         |
| Cascabela thevetia                   | thévétia du Pérou, laurier jaune                             | Apocynaceae      | cardénolides (thévétines A et B, péruvoside, etc. )                                                 | graines, latex,                                         | nausées, insuffisance cardiaque, coma | homme, herbivores                                                 |                                         |
| Catharanthus roseus                  | pervenche de Madagascar                                      | Apocynaceae      | vinblastine, vincristine (phytotoxiques)                                                            | parties aériennes et racines                            | vomissements, perte des cheveux, blocage des divisions cellulaires (anti-cancéreux) | homme                                                             |                                         |
| Cephaelis acuminata                  | ipéca majeur                                                 | Rubiaceae        | émétine                                                                                             | racines                                                 | vomissements, troubles neurologiques, fibrillation ventriculaire |                                                                   |                                         |
| Cerbera manghas                      | faux manguier                                                | Apocynaceae      | nériifoline, cerbérine, cerbérigénine, tanghinine, déacétyltanghinine (hétérosides cardiotoniques)  | fruits, graines                                         | vomissements, troubles du rythme cardiaque, pouvant entraîner la mort | homme                                                             |                                         |
| Cerbera odollam                      | odollam, arbre à suicide                                     | Apocynaceae      | cerbérine (hétéroside cardiotonique)                                                                | fruits graines                                          | vomissements, troubles du rythme cardiaque, pouvant entraîner la mort | homme                                                             |                                         |
| Chelidonium majus                    | chélidoine                                                   | Papaveraceae     | alcaloïdes isoquinoléiques : chelidonine, sanguinarine, coptisine                                   | tige (latex)                                            | nausées, vomissements, crampes abdominales, diarrhées et déshydratations | homme                                                             |                                         |
| Cicuta maculata                      | herbe à Moreau                                               | Apiaceae         | cicutine                                                                                            | plante entière, racines                                 | salivation excessive, grincements de dents, convulsions violentes, cyanose, coma et mort par asphyxie. | homme, bétail (bovins)                                            |                                         |
| Cicuta virosa                        | ciguë vireuse                                                | Apiaceae         | cicutine                                                                                            | feuilles, rhizomes, racines                             | salivation excessive, photodermose, convulsions violentes, cyanose, coma et mort par asphyxie | homme, bétail                                                     |                                         |
| Cinnamomum camphora                  | camphrier                                                    | Lauraceae        | |                                                         | |                                                                   |                                         |
| Citrullus colocynthis                | margose                                                      | Cucurbitaceae    | cucurbitacines (triterpènes tétracycliques)                                                         | feuilles, fruits                                        | diarrhées sanglantes, vomissements | homme, mouton                                                     |                                         |
| Clematis vitalba                     | clématite des haies ou clématite vigne-blanche               | Ranunculaceae    | ranunculoside                                                                                       | plante fraîche                                          | propriété vésicante, dermite |                                                                   |                                         |
| Clivia miniata                       | clivie vermillon                                             | Amaryllidaceae   | lycorine                                                                                            | feuilles et racines                                     | vomissements, diarrhée |                                                                   |                                         |
| Colchicum autumnale                  | colchique d'automne                                          | Liliaceae        | colchicine                                                                                          | plante entière                                          | troubles digestifs, épreinte, diarrhée liquide, refroidissement, hypoesthésie (perte de sensibilité) | bétail : bovins, ovins, etc.                                      |                                         |
| Conium maculatum                     | grande ciguë                                                 | Apiaceae         | plusieurs alcaloïdes dont la conine, la cicutine et la pipéridine                                   | plante entière                                          | vomissements, hypersalivation, mydriase, paralysie, mortelle | homme, animaux                                                    |                                         |
| Convallaria majalis                  | muguet de mai                                                | Liliaceae        | convallatoxoside, convallamaroside (hétérosides cardiotoniques), convallarine (saponoside)          | plante entière, baies                                   | vomissements, diarrhée, arythmie cardiaque | volailles, chien                                                  | 793                                     |
| Coriaria japonica                    | corroyère du Japon                                           | Coriariaceae     | coriamyrtine                                                                                        | fruit                                                   | |                                                                   |                                         |
| Coriaria myrtifolia                  | corroyère                                                    | Coriariaceae     | coriamyrtine                                                                                        | fruit                                                   | |                                                                   |                                         |
| Cornus sanguinea                     | cornouiller sanguin                                          | Cornaceae        | verbénaline                                                                                         | feuilles                                                | irritations, faiblement toxique |                                                                   |                                         |
| Cornus stolonifera                   | cornouiller stolonifère                                      | Cornaceae        | verbénaline                                                                                         | feuilles                                                | irritations, faiblement toxique |                                                                   |                                         |
| Cotoneaster sp.                      | cotonéaster                                                  | Rosaceae         | hétérosides cyanogènes, prunasine, amygdaline                                                       | écorce, feuilles, fleurs                                | diarrhées, vomissements, faiblement toxique |                                                                   | 464                                     |
| Cytisus scoparius                    | genêt à balais                                               | Fabaceae         | cytisine                                                                                            | plante entière, fleurs                                  | troubles digestifs, nerveux et respiratoires | homme                                                             |                                         |
| Daphne sp.                           | daphné                                                       | Thymelaeaceae    | daphnine                                                                                            | écorce, fruit                                           | rubéfiante et vésicante, troubles digestifs, urinaires, cardiaques |                                                                   |                                         |
| Datura stramonium                    | datura (et brugmansia)                                       | Solanaceae       | nombreux alcaloïdes toxiques, hyoscyamine, atropine, scopolamine                                    | feuilles, graines                                       | tachycardie, mydriase, hallucinations, convulsions, coma, mort | homme,                                                            | 140                                     |
| Delphinium sp.                       | dauphinelles                                                 | Ranunculaceae    | Méthyllycaconitine (alcaloïde cardiotonique)                                                        | plante entière, graines                                 | troubles digestifs, respiratoires et cardiaques | homme, bovins                                                     |                                         |
| Dendrocnide moroides                 | Gympie Gympie, plante au suicide                             | Urticaceae       | moroïdine                                                                                           | tige, feuilles                                          | La piqûre provoque sensation de brûlure douloureuse | homme, animaux                                                    |                                         |
| Dictamnus albus                      | dictame blanc ou fraxinelle                                  | Rutaceae         | alcaloïdes                                                                                          | feuilles, racines et graines                            | |                                                                   |                                         |
| Dieffenbachia sp.                    | dieffenbachia                                                | Araceae          | oxalate de calcium                                                                                  | plante entière                                          | légère toxicité par ingestion et contact |                                                                   | 93                                      |
| Digitalis purpurea                   | digitale                                                     | Scrophulariaceae | digitaline (glycoside cardiotonique)                                                                | plante entière                                          | hyperkaliémie |                                                                   |                                         |
| Dioscorea communis                   | tamier commun ou herbe aux femmes battues                    | Dioscoreaceae    | oxalate de calcium                                                                                  | tubercule, fruits                                       | toxicité par ingestion et contact |                                                                   |                                         |
| Drimia maritima                      | scille maritime                                              | Asparagaceae     | bufadiénolides (proscillaridine, scilliroside)                                                      | bulbe                                                   | troubles du système cardiovasculaire, coma | hommes, animaux (plante utilisée comme rodenticide)               |                                         |
| Echinocystis lobata                  | échinocyste lobé                                             | Cucurbitaceae    | cucurbitacine                                                                                       | Fruit                                                   | maux d’estomac, diarrhées, réactions de brûlure chez certaines personnes. | homme, animaux                                                    |                                         |
| Ephedra sinica                       | éphédra chinois                                              | Ephedraceae      | éphédrine et pseudoéphédrine                                                                        |                                                         | dopant, troubles cardiaques |                                                                   |                                         |
| Equisetum palustre                   | prêle des marais                                             | Equisetaceae     | thiaminase                                                                                          |                                                         | peu toxique | bétail                                                            |                                         |
| Euonymus europaeus                   | fusain d'Europe                                              | Celastraceae     | évonoside, évobioside, évomonoside                                                                  | feuilles, écorce, graines                               | vomissements, diarrhées, mydriase, collapsus |                                                                   |                                         |
| Euonymus japonicus                   | fusain du Japon                                              | Celastraceae     | évonoside, évobioside, évomonoside                                                                  | feuilles, écorce, graines                               | vomissements, diarrhées, mydriase, collapsus |                                                                   |                                         |
| Euonymus latifolius                  | fusain à larges feuilles                                     | Celastraceae     | évonoside, évobioside, évomonoside                                                                  | feuilles, écorce, graines                               | vomissements, diarrhées, mydriase, collapsus |                                                                   |                                         |
| Euphorbia sp.                        | euphorbes                                                    | Euphorbiaceae    | euphorbone, diterpènes toxiques                                                                     | latex                                                   | dermites, irritations, troubles hépatiques, nerveux et cardiovasculaires |                                                                   |                                         |
| Euphorbia pulcherrima sp.            | poinsettia ou étoile de Noël                                 | Euphorbiaceae    | protéines allergènes                                                                                | plante entière                                          | toxicité modérée, allergies |                                                                   |                                         |
| Ferula communis                      | férule communis                                              | Apiaceae         | latex contenant de la coumarine                                                                     |                                                         | | herbivores                                                        |                                         |
| Galega officinalis                   | galéga officinal                                             | Fabaceae         | galégine (alcaloïde)                                                                                | pousses fleuries, graines, racines                      | dyspnée, toux, chute, mort dans un délai de 12 à 48 heures en cas d'intoxication aiguë | Ruminants (ovins, bovins)                                         |                                         |
| Galanthus nivalis                    | perce-neige                                                  | Amaryllidaceae   | | bulbe                                                   | vomissements, troubles digestifs légers | homme                                                             |                                         |
| Gaultheria procumbens                | gaulthérie couchée                                           | Ericaceae        | salicylate de méthyle                                                                               | tiges feuillées                                         | vomissements, diarrhées, saignements, faiblement toxique |                                                                   |                                         |
| Gelsemium elegans                    | jasmin élégant                                               | Gelsemiaceae     | alcaloïdes indolo-monoterpéniques (gelsémicine, gelsénicine, koumine, etc.)                         | plante entière, racine                                  | étourdissements, nausées, convulsions, paralysie de la moelle épinière, asphyxie, coma | homme, vertébrés, invertébrés                                     |                                         |
| Ginkgo biloba                        | ginkgo ou arbre aux quarante écus                            | Ginkgoaceae      | 4'-O-méthylpyridoxine, acides ginkgoliques                                                          | ovules crus                                             | allergies de contact, convulsions en cas d'ingestion de quantités excessives, | enfants                                                           |                                         |
| Glyceria maxima                      | glycérie aquatique                                           | Poaceae          | dhurrine                                                                                            | plante entière, feuilles                                | intoxication foudroyante, respiration accélérée, nystagmus, mydriase, convulsions et mort | bovins                                                            |                                         |
| Gratiola officinalis                 | gratiole officinale                                          | Plantaginaceae   | glucosides, cucurbitacine                                                                           | plante entière                                          | |                                                                   |                                         |
| Hedera helix                         | lierre grimpant                                              | Araliaceae       | saponoside bidesmoside                                                                              | baies, feuilles                                         | irritations, mydriase, convulsions, mort par asphyxie | homme                                                             | 210                                     |
| Helleborus sp.                       | hellébores                                                   | Ranunculaceae    | bufadiénolide (hellébroside), saponosides stéroïdiques                                              | feuilles, fleurs, fruits, racine surtout                | irritations cutanées, diarrhées, convulsions, mydriase, arrêt cardiaque |                                                                   |                                         |
| Helleborus foetidus                  | hellébore fétide                                             | Ranunculaceae    | bufadiénolide (hellébroside), saponosides stéroïdiques                                              | feuilles, fleurs, fruits, racine surtout                | irritations cutanées, diarrhées, convulsions, mydriade, arrêt cardiaque |                                                                   |                                         |
| Helleborus niger                     | hellébore noir ou rose de Noël                               | Ranunculaceae    | bufadiénolide (hellébroside), saponosides stéroïdiques                                              | feuilles, fleurs, fruits, racine surtout                | irritations cutanées, diarrhées, convulsions, mydriade, arrêt cardiaque |                                                                   |                                         |
| Heracleum mantegazzianum             | berce du Caucase                                             | Apiaceae         | furocoumarines, xanthotoxine                                                                        | fruits, sève des feuilles, tiges                        | phototoxicité, brûlures |                                                                   |                                         |
| Hippomane mancinella                 | mancenillier                                                 | Euphorbiaceae    | orthoesters diterpéniques voisins de l'huratoxine, physostigmine                                    | plante entière (latex)                                  | inflammations, brûlures très graves | homme                                                             |                                         |
| Hyoscyamus niger                     | jusquiame noire                                              | Solanaceae       | Alcaloïdes tropaniques, hyoscyamine, atropine, scopolamine                                          | différentes parties                                     | hallucinations, agitations |                                                                   |                                         |
| Ilex aquifolium                      | houx                                                         | Aquifoliaceae    | saponoside triterpénique                                                                            | fruits                                                  | vomissements, diarrhées |                                                                   | 342                                     |
| Iris foetidissima                    | iris fétide                                                  | Iridaceae        | glucoside                                                                                           | tige, feuilles, rhizome                                 | diarrhées, dermatite | bétail                                                            | 113                                     |
| Iris pseudacorus                     | iris des marais ou iris faux-acore                           | Iridaceae        | glucoside                                                                                           | tige, feuilles, rhizome                                 | diarrhées, dermatite | bétail                                                            | 113                                     |
| Juniperus sabina                     | genévrier sabine                                             | Cupressaceae     | podophyllotoxine, sabine                                                                            | feuilles                                                | irritations, paralysie |                                                                   |                                         |
| Laburnum anagyroides                 | cytise faux ébénier                                          | Fabaceae         | alcaloïdes, cytisine                                                                                | plante entière, fruits                                  | myopathie | animaux herbivores                                                |                                         |
| Ledum palustre                       | lédon des marais                                             | Ericaceae        | |                                                         | peu toxique, utilisée en homéopathie |                                                                   |                                         |
| Leucojum vernum sp.                  | nivéole de printemps                                         | Amaryllidaceae   | lycorine, galanthamine                                                                              | bulbe                                                   | troubles intestinaux, faiblement toxique |                                                                   |                                         |
| Ligustrum vulgare                    | troène commun                                                | Oleaceae         | ligustroside, oleuropéine, saponosides                                                              | fruits, feuilles                                        | vomissements, diarrhées, démangeaisons, convulsions |                                                                   | 125                                     |
| Lolium temulentum                    | ivraie enivrante                                             | Poaceae          | témuline (alcaloïde dû à un champignon endophyte, Epichloe coenophiala)                             | caryopse                                                | signes nerveux : vertiges, titubations, tremblements musculaires, perte d'équilibre et convulsions | bovins, chevaux                                                   |                                         |
| Lonicera caprifolium                 | chèvrefeuille des jardins                                    | Caprifoliaceae   | saponosides                                                                                         | plante                                                  | vomissements, nausées, faiblement toxique |                                                                   | 196                                     |
| Lonicera xylosteum                   | chèvrefeuille des haies                                      | Caprifoliaceae   | saponosides                                                                                         | plante                                                  | vomissements, nausées, faiblement toxique |                                                                   | 85                                      |
| Lupinus sp.                          | lupins                                                       | Fabaceae         | lupinine, lupanine, spartéine, anagyrine                                                            | graines fraiches                                        | mydriase, hypotension, tachycardie | homme, animaux                                                    |                                         |
| Lycium europaeum                     | lyciet d'Europe                                              | Solanaceae       | alcaloïdes toxiques, hyoscyamine, atropine, scopolamine...                                          | plante entière                                          | malaise, nausées, vomissements, diarrhées |                                                                   |                                         |
| Lycium barbarum                      | lyciet de Barbarie                                           | Solanaceae       | alcaloïdes toxiques, hyoscyamine, atropine, scopolamine...                                          | plante entière                                          | malaise, nausées, vomissements, diarrhées |                                                                   |                                         |
| Maianthemum bifolium                 | maïanthème à deux feuilles                                   | Liliaceae        | saponosides                                                                                         | plante entière                                          | troubles gastro intestinaux |                                                                   |                                         |
| Mandragora officinarum               | mandragore                                                   | Solanaceae       | alcaloïdes toxiques, hyoscyamine, atropine, scopolamine...                                          | plante entière                                          | troubles nerveux, cardiaques, mydriase, hallucinations |                                                                   |                                         |
| Manihot esculenta                    | manioc                                                       | Euphorbiaceae    | linamarine, lotaustraline (hétérosides cynaogènes)                                                  | plante entière, tubercules                              | Intoxication aiguë par le cyanure, goitre endémique, troubles neurologiques (neuropathie ataxique tropicale, paralysie spastique épidémique) | homme (plante alimentaire)                                        |                                         |
| Melia azedarach                      | Margousier à feuilles de Frêne, Lilas de Perse               | Meliaceae        | saponine et azaridine                                                                               | fruits, feuilles, fleurs, écorces, racines              | vomissements, soif extrême, diarrhées souvent sanguinolentes, sueurs, froideurs des extrémités, respiration irrégulière, mort pas suffocation | homme, chien, mouton, chèvres et porcs                            |                                         |
| Momordica charantia                  | margose                                                      | Cucurbitaceae    | hétéroside                                                                                          | graine                                                  | peu toxique | enfants, déconseillé aux femmes enceintes                         |                                         |
| Monstera deliciosa                   | faux philodendron                                            | Araceae          | acide oxalique, oxalate de calcium                                                                  | plante entière                                          | diarrhée, vomissements | chats, chiens                                                     |                                         |
| Narcissus pseudonarcissus            | narcisse (ou jonquille) trompette                            | Amaryllidaceae   | oxalate de calcium, dérivés de la phénylalanine, homolycorine, galanthamine                         | bulbe                                                   | vertiges, vomissements, toxicité faible à moyenne |                                                                   | 152                                     |
| Nerium oleander                      | laurier-rose                                                 | Apocynaceae      | puissants hétérosides cardiotoniques : oléandroside, nérioside, etc.                                | plante entière, feuilles, baies                         | troubles digestifs, neurologiques, cardiaques pouvant conduire à la mort | homme, animaux                                                    | 1080                                    |
| Nicandra physaloides                 | faux coqueret, pomme du Pérou                                | Solanaceae       | solanine                                                                                            | plante entière, feuilles, fruits                        | analogues à ceux de la solanine | homme, insectes (insecticide)                                     |                                         |
| Nicotiana glauca                     | tabac glauque, tabac en arbre                                | Solanaceae       | anabasine                                                                                           | plante entière, feuilles                                | analogues à ceux de la nicotine, propriétés tératogènes | homme, insectes (insecticide)                                     |                                         |
| Nicotiana tabacum                    | tabac cultivé                                                | Solanaceae       | nicotine                                                                                            | plante entière, feuilles                                | faiblesse, céphalées, vomissements, difficultés respiratoires pouvant entraîner la mort (dose létale chez un adulte : 40 à 60 mg) (cf. maladie du tabac vert) | insectes (insecticide), homme (dépendance, cancer)                |                                         |
| Oenanthe crocata                     | œnanthe safranée                                             | Apiaceae         | œnanthotoxine                                                                                       | plante entière                                          | vomissements, pertes de connaissance, coma, dépression cardio-respiratoire, décès |                                                                   |                                         |
| Ornithogalum umbellatum              | ornithogale en ombelle                                       | Liliaceae        | glycosides cardénolides, convallatoxine, convalloside                                               | surtout fleurs et bulbes                                | | homme, bétail                                                     |                                         |
| Papaver somniferum                   | pavot somnifère                                              | Papaveraceae     | alcaloïdes, morphine                                                                                | opium extrait des fruits                                | |                                                                   |                                         |
| Paris quadrifolia                    | parisette à quatre feuilles                                  | Liliaceae        | paristyphnoside, paridoside (saponosides stéroïdiques)                                              | plante entière, baies                                   | vomissements, diarrhée, coliques, myosis intense | volailles, chien                                                  |                                         |
| Parthenocissus quinquefolia          | vigne vierge vraie                                           | Vitaceae         | oxalate de calcium                                                                                  | baies                                                   | irritations buccales, troubles digestifs |                                                                   | 164                                     |
| Philodendron sp.                     | philodendrons                                                | Araceae          | oxalate de calcium                                                                                  | feuilles                                                | brûlures, gonflements par ingestion |                                                                   |                                         |
| Physalis alkekengi                   | alkékenge ou coqueret                                        | Solanaceae       | traces d'alcaloïdes                                                                                 | fruits non murs                                         | faible toxicité, vomissements |                                                                   |                                         |
| Physostigma venenosum                | fève de Calabar                                              | Fabaceae         | alcaloïdes, calabarine et physostigmine                                                             | fève                                                    | inhibition de la cholinestérase, risque de mort | homme                                                             |                                         |
| Phytolacca americana syn.esculenta   | phytolaque, raisin d'Amérique                                | Phytolaccaceae   | saponosides stéroïdiques                                                                            | plante entière                                          | vomissements, diarrhées, troubles neurologiques |                                                                   | 209                                     |
| Phytolacca icosandra                 | phytolaque, raisin tropicale                                 | Phytolaccaceae   | saponosides stéroïdiques                                                                            | plante entière                                          | vomissements, diarrhées, troubles neurologiques |                                                                   | 209                                     |
| Pinus ponderosa                      | pin ponderosa                                                | Pinaceae         | acide isocupressique                                                                                | aiguilles                                               | avortement | bovins                                                            | sans objet                              |
| Polygonatum odoratum                 | sceau de Salomon odorant                                     | Asparagaceae     | saponosides stéroïdiques                                                                            | racines, graines                                        | hypersalivation, vomissements, diarrhées |                                                                   |                                         |
| Polygonatum verticillatum            | sceau de Salomon verticillé                                  | Asparagaceae     | saponosides stéroïdiques                                                                            | racines, graines                                        | hypersalivation, vomissements, diarrhées |                                                                   |                                         |
| Prunus laurocerasus                  | laurier-cerise                                               | Rosaceae         | hétéroside cyanogène                                                                                | fruits verts avant maturité, feuilles                   | vomissements, vertiges, céphalées, tachycardie, sécheresse buccale, hypothermie, ataxie, cyanose de peau, contracture des mâchoires, mydriase, coma, décès | enfants                                                           | 978                                     |
| Pyracantha sp.                       | pyracanthas                                                  | Rosaceae         | hétéroside cyanogène                                                                                | fruits                                                  | douleurs digestives, vomissements, diarrhées, fièvre |                                                                   |                                         |
| Ranunculus sp.                       | renoncules                                                   | Ranunculaceae    | proto-anémonine                                                                                     | plante entière                                          | irritations, stomatites, troubles digestifs | animaux, rares chez l'homme                                       |                                         |
| Rauwolfia sp.                        | rauwolfias                                                   | Apocynaceae      | réserpine                                                                                           |                                                         | faiblement toxique, vomissements, diarrhées |                                                                   |                                         |
| Rhamnus cathartica                   | nerprun purgatif                                             | Rhamnaceae       | hétérosides anthracéniques                                                                          | écorce, fruits et graines                               | vomissements, diarrhées, mydriase, vertiges |                                                                   |                                         |
| Rhamnus frangula (ou Frangula alnus) | bourdaine                                                    | Rhamnaceae       | hétérosides d'anthraquinones, d'anthrones et de dianthrones                                         | écorce et fruits                                        | diarrhées, lésions rénales, mydriase |                                                                   |                                         |
| Rheum sp.                            | rhubarbe                                                     | Polygonaceae     | oxalate de calcium                                                                                  | feuilles                                                | faiblement toxique, vomissements, diarrhées | animaux surtout                                                   |                                         |
| Rhododendron sp.                     | rhododendrons                                                | Ericaceae        | acétylandromédol                                                                                    | fleurs, fruits, feuilles                                | moyennement toxique, vomissements, diarrhées, hypotension |                                                                   |                                         |
| Ricinus communis                     | ricin commun                                                 | Euphorbiaceae    | ricine                                                                                              | graines                                                 | irritations oculaires, difficultés respiratoires | homme                                                             |                                         |
| Robinia pseudoacacia                 | robinier faux-acacia                                         | Fabaceae         | urushiols, robine                                                                                   | écorce, feuilles, résine                                | faiblement toxique, troubles digestifs, dermatite aigüe, extrêmement allergisante | cheval, bovin, ovin                                               |                                         |
| Rosa canina                          | églantier                                                    | Rosaceae         | tanins et pectines                                                                                  | poils de akènes                                         | irritations peau et muqueuses, faiblement toxique |                                                                   |                                         |
| Ruscus aculeatus                     | fragon faux-houx ou petit houx                               | Asparagaceae     | saponosides                                                                                         | fruits                                                  | vomissements, diarrhées, anxiété, céphalées |                                                                   |                                         |
| Ruta graveolens                      | rue des jardins                                              | Rutaceae         | flavonoïdes (rutine et quercine), furocoumarines                                                    | feuilles                                                | faiblement toxique, diarrhées et vomissements, photodermatose par contact |                                                                   |                                         |
| Sambucus ebulus                      | sureau hièble ou petit sureau                                | Adoxaceae        | hétérosides iridoïdes                                                                               | racines, feuilles                                       | diarrhées, douleurs abdominales, vomissements |                                                                   |                                         |
| Sambucus nigra                       | sureau noir ou sureau                                        | Adoxaceae        | hétérosides cyanogènes, flavonoïdes                                                                 | fruits immatures                                        | diarrhées, douleurs abdominales, parfois vomissements violents | enfants                                                           |                                         |
| Sambucus racemosa                    | sureau des montagnes                                         | Adoxaceae        | hétérosides cyanogènes                                                                              | fruits immatures                                        | diarrhées, vomissements |                                                                   |                                         |
| Saponaria officinalis                | saponaire officinale                                         | Caryophyllaceae  | saponine                                                                                            | plante entière                                          | agitation, mydriase, hallucinations |                                                                   |                                         |
| Senecio inaequidens                  | séneçon du Cap                                               | Asteraceae       | alcaloïdes pyrrolizidiniques (sénécionine)                                                          | plante entière                                          | intoxication hépatique, maladie veino-occlusive hépatique | homme, bétail                                                     |                                         |
| Senecio jacobaea                     | séneçon jacobée                                              | Asteraceae       | alcaloïdes pyrrolizidiniques (sénécionine, sénéciphylline, rétrorcine, jacobine, érucifoline, etc.) | plante entière                                          | intoxication hépatique, maladie veino-occlusive hépatique | homme, bétail                                                     |                                         |
| Senecio vulgaris                     | séneçon commun                                               | Asteraceae       | alcaloïdes pyrrolizidiniques                                                                        | plante entière                                          | intoxication hépatique, maladie veino-occlusive hépatique | homme, bétail                                                     |                                         |
| Skimmia japonica                     | skimmia du Japon                                             | Rutaceae         | furocoumarines                                                                                      |                                                         | dermatose, faiblement toxique |                                                                   |                                         |
| Solanum americanum                   | morelle noire, herbe à calalou                               | Solanaceae       | glucoalcaloïdes, solanine et solanidine, présence de saponosides                                    | toutes les parties de la plante, fruits (verts surtout) | troubles digestifs, nausée vomissements, douleurs abdominales, diarrhées | homme                                                             |                                         |
| Solanum capsicoides                  | pomme d'amour                                                | Solanaceae       | glucoalcaloïdes, saponosides                                                                        | toutes les parties de la plante, fruits (verts surtout) | troubles digestifs, nausée vomissements, douleurs abdominales, diarrhées | homme                                                             |                                         |
| Solanum dulcamara                    | douce-amère                                                  | Solanaceae       | glucoalcaloïdes, agglutinine, saponosides stéroïdiques (solanine)                                   | feuilles, fruits (verts surtout                         | vomissements, fièvre, diarrhées, vertiges, céphalées, prostration, dyspnée, mydriase, tachycardie, coma voire décès | homme                                                             |                                         |
| Solanum lycopersicum                 | tomate                                                       | Solanaceae       | alcaloïdes toxiques                                                                                 | fruits verts                                            | troubles gastro-intestinaux et cardiaques |                                                                   |                                         |
| Solanum mammosum                     | morelle mammée                                               | Solanaceae       | glucoalcaloïdes du type saponine                                                                    | toutes les parties de la plante, fruits (verts surtout) | troubles digestifs, nausée vomissements, douleurs abdominales, diarrhées | homme                                                             |                                         |
| Solanum nigrum                       | morelle noire                                                | Solanaceae       | solasonine, solamargine, agglutinine, saponosides stéroïdiques                                      | feilles, fruits                                         | vomissements, fièvre, diarrhées, vertiges, mydriase, tachycardie, risque de décès | enfants                                                           |                                         |
| Solanum pseudocapsicum               | pommier d'amour                                              | Solanaceae       | glucoalcaloïdes, solanocapsine                                                                      | fruits verts                                            | nausées, vomissements, diarrhées, céphalées |                                                                   | 646                                     |
| Solanum torvum                       | lilas grimpant                                               | Solanaceae       | glucoalcaloïdes, solanocapsine glucoalcaloïdes, solanine et solanidine, présence de saponosides     | toutes les parties de la plante, fruits (verts surtout) | troubles digestifs, nausée vomissements, douleurs abdominales, diarrhées | homme                                                             |                                         |
| Solanum tuberosum                    | pomme de terre                                               | Solanaceae       | Hétérosides d'alcaloïdes stéroïdiques, solanine                                                     | parties vertes                                          | vomissement, diarrhées |                                                                   |                                         |
| Solanum villosum                     | morelle velue                                                | Solanaceae       | solasonine, solamargine, agglutinine, saponosides stéroïdiques                                      | feilles, fruits                                         | vomissements, fièvre, diarrhées, vertiges, prostration, dyspnée, mydriase, tachycardie, coma voire décès | homme                                                             |                                         |
| Sorbus aucuparia                     | sorbier des oiseleurs                                        | Rosaceae         | sorbitol, tanins, acide parasorbique                                                                | fruits verts                                            | vomissements, gastro-entérite |                                                                   |                                         |
| Sorghum bicolor                      | sorgho à balais                                              | Poaceae          | dhurrine                                                                                            | feuilles, tiges (jeunes plants, repousses)              | intoxication cyanhydrique : parésie du train postérieur, dyspnée, tympanisme, chutes, convulsions, inflammation du rumen | bovins, ovins                                                     |                                         |
| Spartium junceum                     | genêt d'Espagne                                              | Fabaceae         | spartéine, cystine                                                                                  | plante entière, graines                                 | troubles digestifs (vomissements, douleurs abdominale, diarrhée...), dans les cas graves manifestations neurologiques pouvant conduire au coma, à l'insuffisance respiratoire et à la mort | homme                                                             |                                         |
| Streptopus amplexifolius             | sceau-de-Salomon noueux ou streptope à feuilles embrassantes | Liliaceae        | saponosides stéroïdiques                                                                            | racines, graines                                        | hypersalivation, vomissements, diarrhées |                                                                   |                                         |
| Strophanthus sp.                     | strophanthes                                                 | Apocynaceae      | strophanthine                                                                                       |                                                         | faiblement toxique |                                                                   |                                         |
| Strophanthus kombe                   | kombé                                                        | Apocynaceae      | cardénolides (ouabaïne, g-strophanthine)                                                            | plante entière, racine, graines                         | nausée, diarrhée, insuffisance cardiaque, coma (très toxique si ces substances entrent dans le flux sanguin) | homme, mammifères                                                 | utilisé comme poison de flèche          |
| Strychnos nux-vomica                 | vomiquier                                                    | Loganiaceae      | strychnine, brucine, loganine                                                                       | plante entière, graines , écorce                        | anxiété, agitation, convulsions douloureuses, difficultés respiratoires et mort par suffocation | homme, mammifères                                                 |                                         |
| Symphoricarpos albus                 | symphorine                                                   | Caprifoliaceae   | chélidonine                                                                                         | baies                                                   | vomissements, vertiges |                                                                   |                                         |
| Symplocarpus foetidus                | symplocarpe fétide, chou puant                               | Araceae          | aiguilles d'oxalate de calcium                                                                      | plante entière                                          | douleurs stomacales, brûlure de la langue et de la gorge, diarrhée, crampes, convulsions | hommes                                                            |                                         |
| Taxus cuspidata                      | if du Japon                                                  | Taxaceae         | taxines (taxine A, taxine B) (alcaloïdes cardiotoxiques)                                            | plante entière (sauf l'arille)                          | agitation, tremblements musculaires, somnolence profonde, respiration ralentie, mort | mammifères (bovins, chevaux...)                                   |                                         |
| Taxus baccata                        | if commun                                                    | Taxaceae         | taxine, taxicatoside (alcaloïdes cardiotoxiques)                                                    | plante entière (sauf l'arille)                          | agitation, tremblements musculaires, somnolence profonde, respiration ralentie, mort | bovins, chevaux                                                   | 477                                     |
| Teucrium chamaedrys                  | germandrée petit-chêne                                       | Lamiaceae        | triterpènes, diterpènes lactoniques                                                                 | parties aériennes                                       | asthénie, nausées, douleurs abdominales, nécroses hépatiques |                                                                   |                                         |
| Thuja occidentalis                   | thuya occidental                                             | Cupressaceae     | thuyone                                                                                             |                                                         | lésions rénales, hémorragies stomacales |                                                                   |                                         |
| Toxicodendron radicans               | sumac grimpant ou sumac vénéneux                             | Anacardiaceae    | résine                                                                                              | urushiols                                               | inflammations par contact, allergies |                                                                   |                                         |
| Trichosanthes kirilowii              | concombre chinois                                            | Cucurbitaceae    | trichosanthine                                                                                      | racines                                                 | arrêt respiratoire, coma et mort | homme                                                             |                                         |
| Tulipa sp.                           | tulipes                                                      | Liliaceae        | tuliposides                                                                                         | bulbes                                                  | dermites, allergies |                                                                   |                                         |
| Turbina corymbosa                    | Marie-Claude                                                 | Convolvulaceae   | puissants alcaloïdes dérivés de l'amide de l'acide lysergique très voisin du diéthyleamide (LSD)    | graines                                                 | délires schizoïdes pouvant conduire à des violences (meurtres, suicides) | homme                                                             |                                         |
| Urginea maritima                     | scille maritime ou scille officinale                         | Asparagaceae     | bufadiénolides, scillarénine                                                                        | bulbe                                                   | vomissements, diarrhées, convulsions, mort par arrêt cardiaque, | homme                                                             |                                         |
| Veratrum album                       | vératre blanc                                                | Liliaceae        | alcaloïdes                                                                                          | plante entière, feuilles, capsules, rhizome             | troubles digestifs, contractions spasmodiques des membres, diminution du rythme cardiaque et de la respiration et mort | Homme (confusion avec la gentiane jaune), bétail (foin contaminé) |                                         |
| Viburnum lantana                     | viorne lantane ou viorne mancienne                           | Caprifoliaceae   | coumarine, iridoïde                                                                                 | fruits non murs, verts                                  | troubles gastriques |                                                                   |                                         |
| Viburnum opulus                      | viorne obier                                                 | Caprifoliaceae   | coumarine, iridoïde                                                                                 | écorce, feuilles                                        | faiblement toxique, diarrhées, hypotension |                                                                   |                                         |
| Viburnum rhytidophyllum              | viorne à feuilles ridées                                     | Caprifoliaceae   | coumarine, iridoïde                                                                                 | poils urticants                                         | prurit, asthénie |                                                                   |                                         |
| Viburnum tinus                       | viorne-tin ou laurier-tin                                    | Caprifoliaceae   | coumarine, iridoïde                                                                                 | fruits non murs, verts                                  | troubles gastriques |                                                                   |                                         |
| Vinca minor                          | petite pervenche                                             | Apocynaceae      | vincamine                                                                                           |                                                         | faiblement toxique |                                                                   |                                         |
| Viscum album                         | gui                                                          | Loranthaceae     | flavonoïdes, tyramine, saponosides, alcools triterpéniques                                          | baie, plante entière                                    | bradycardie, extrasystoles, fibrillation ventriculaire, paralysie, mort par asphyxie | homme                                                             | 173                                     |
| Wisteria sinensis                    | glycine de Chine                                             | Fabaceae         | hémagglutinine                                                                                      | plante entière, graines                                 | vomissements, diarrhées, céphalées, mydriase, leucocytose |                                                                   |                                         |
| Zantedeschia aethiopica              | arum des jardins                                             | Araceae          | oxalate de calcium                                                                                  |                                                         | irritations, faiblement toxique |                                                                   |                                         |